# 肖勛華
肖勛華，贵州盘县人，中国近代政治人物。
毕业于保定陆军军官学校。民国26年（1937年），擔任中华民国遵义府婺川縣縣長。后由張道宗接任。